# بينارول دي مار ديل بلاتا
بينارول دي مار ديل بلاتا هو فريق كرة سلة أرجنتيني تأسس في 7 نوفمبر 1922 يقع في بوينس آيرس، الأرجنتين.

## وصلات خارجية
- الموقع الإلكتروني